# Gilbert Peche
Gilbert Peche ou Pecche, seigneur de Brunne, est un noble anglais né vers 1270 et mort le 26 juin 1322

## Biographie
Gilbert est un fils d'un autre Gilbert Peche et Joan de Grey. Il sert dans la guerre de Guyenne menée par le roi Édouard Ier d'Angleterre, puis guerroie en Écosse de 1298 à 1302. Il siège en tant que baron au parlement d'Angleterre du 29 décembre 1299 au 3 novembre 1306, puis le 14 mars 1322. Il est un des barons signataires de la lettre adressée en 1301 (en) au pape Boniface VIII
Chevalier banneret de l'Hôtel royal en 1315, une élite militaire, il exerce la charge de sénéchal de Gascogne de 1316 à 1317. Il est nommé steward de l'Hôtel en 1322, année de sa mort.
De sa femme Iseult il a deux fils, Gilbert et Simon.

## Référence
1. 1 2 3 4 5  Françoise Lainé et Philippe Challet, « Les sénéchaux de Gascogne : des hommes de guerre ? (1248-1453) », Actes des congrès de la Société des historiens médiévistes de l'enseignement supérieur public, vol. 29, no 1,‎ 1998, p. 207–227 (DOI 10.3406/shmes.1998.1747, lire en ligne, consulté le 11 octobre 2019)
2. ↑  Burke 1866, p. 422.